# B of the Bang

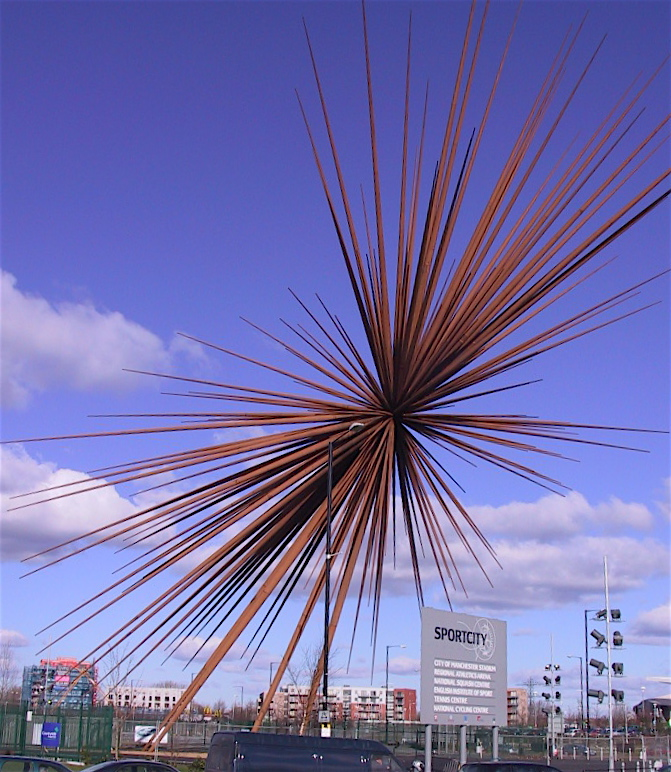
La B of the Bang.

La B of the Bang era una scultura situata a Manchester, in Inghilterra, alta 56 metri. Si trovava vicino al City of Manchester Stadium a Sportcity, Beswick, all'angolo tra Alan Turing Way e Ashton New Road ed era stata eretta per celebrare i Giochi del Commonwealth del 2002. È stata smantellata nel 2009 a causa di problemi strutturali. Deteneva il record della più alta scultura del Regno Unito ed era una delle più alte strutture di Manchester. È costata 1,42 milioni di sterline per costruirla — il doppio della prima stima — con il contributo di 500.000 sterline da parte della Northwest Regional Development Agency e di altre 120.000 del comune.